# Bynjamin Salievski
Bynjamin Salievski (født 30. januar 1991) er en dansk-makedonsk fodboldspiller, som spiller for den danske 2. divisionsklub Hvidovre IF. Han har tidligere spillet for Brøndby IF og Greve Fodbold.